# Shotton (civil parish)
Shotton – civil parish w Anglii, w hrabstwie Durham, w dystrykcie (unitary authority) County Durham. W 2011 civil parish liczyła 4359 mieszkańców.